# 三趟快车博物馆
三趟快车博物馆位于深圳市罗湖区清水河街道深圳工业站站址上，于2024年1月8日落成。有东风2207号和东风5型1134号在此展示。

## 历史背景
上世纪60年代，香港居民副食品供应匮乏。为保障香港居民的生活需要，在周恩来的指示下，“内地供应港澳鲜活商品三趟快运货物列车”(简称三趟快车)正式开行。分别指的是751、753、755次列车，这三趟快车自1962年3月20日开始运行，每日固定开行，从武汉、郑州、上海或长沙出发，将鲜活物资经深圳运送至香港。

## 展出时间
- “三趟快车”博物馆 10:00—18:00
- 沈浸式轨道影院 10:00—20:00
- 深圳工业站·深港文创街党群服务中心 9:00—12:00，14:00—17:30（除法定节假日外）[3]

## 交通
- 地铁：深圳地铁草埔站D3出入口。
- 公交：草埔地铁站（71路、201路、M224路、M414路）

| 草埔站 | 草埔站                 | 草埔站 | 草埔站                 | 草埔站         |
| 编号   | 路线                   | 路线   | 路线                   | 备注           |
| ------ | ---------------------- | ------ | ---------------------- | -------------- |
| 71     | 东海城市广场公交首末站 | ⇆      | 公交大厦总站           |                |
| 201    | 南头总站               | ⇆      | 上梅林公交总站         | 合并原 240     |
| M224   | 秀峰公交总站           | ⇆      | 购物公园地铁公交接驳站 |                |
| M414   | 阳光花园总站           | ⇆      | 上雪科技园公交首末站   | 原 310–315东段 |